# Fernand Etgen
Fernand Etgen, né le 10 mars 1957 à Ettelbruck (Luxembourg), est un homme politique luxembourgeois, membre du Parti démocratique (DP).

## Biographie

### Études et formations
Fernand Etgen fait des études secondaires au Lycée classique de Diekirch de 1971 à 1977.

### Carrière professionnelle
En amont de sa carrière politique, Fernand Etgen est fonctionnaire d’État auprès de l’Administration de l’enregistrement et des domaines.

### Carrière politique

#### Fonctions gouvernementales
À la suite des élections législatives du 20 octobre 2013, Fernand Etgen fait son entrée au gouvernement comme ministre de l’Agriculture, de la Viticulture et de la Protection des consommateurs, ministre aux Relations avec le Parlement en date du 4 décembre 2013 dans le gouvernement de coalition entre le Parti démocratique (DP), le Parti ouvrier socialiste luxembourgeois (LSAP) et Les Verts (« déi gréng »).

#### Autres fonctions politiques
Membre du DP depuis 1979, Fernand Etgen est membre du conseil communal de Feulen de 1979 à 1981 et de 1988 à 1993, et échevin de 1982 à 1987. En 1994, il devient bourgmestre, poste qu’il occupe jusqu’à sa nomination au gouvernement en décembre 2013.
Au niveau national, Fernand Etgen fait son entrée à la Chambre des députés en 2007. Il y assume entre autres les fonctions de vice-président de la commission de la Fonction publique et de la Réforme administrative, des Médias et des Communications et de la commission des Travaux publics. Il est élu à la Chambre des députés sur la liste du DP dans la circonscription Nord en 2009. Il est vice-président de la commission des Affaires intérieures, de la Grande Région et de la Police, de la commission de l’Agriculture, de la Viticulture et du Développement rural ainsi que de la commission de la Fonction publique et de la Simplification administrative de 2009 à 2013.
Fernand Etgen est secrétaire général du DP de 2010 à 2014.